# 한원소 집합
집합론에서 한원소 집합(한元素集合, 영어: singleton set)은 하나의 원소만을 갖는 집합이다.

## 정의
집합 {\displaystyle S}에 대하여 다음 조건들이 서로 동치이며, 이를 만족시키는 집합을 한원소 집합이라고 한다.
- 집합의 크기가 1이다.
- {\displaystyle S\neq \emptyset }이며, 임의의 {\displaystyle a,b\in S}에 대하여, {\displaystyle a=b}이다.
- {\displaystyle S}는 두 개의 부분 집합을 가진다. 즉, 멱집합 {\displaystyle {\mathcal {P}}(S)}의 크기는 2이다.
- 집합과 함수의 범주 {\displaystyle \operatorname {Set} }에서의 끝 대상이다. 즉, 임의의 집합 {\displaystyle T}에 대하여, {\displaystyle T}에서 {\displaystyle S}로 가는 함수는 유일하다.
- 임의의 집합 {\displaystyle T} 및 함수 {\displaystyle f\colon S\to T}에 대하여, {\displaystyle f}는 단사 함수이다.
- 임의의 집합 {\displaystyle T} 및 함수 {\displaystyle f\colon T\to S}에 대하여, {\displaystyle f}는 전사 함수이다.
- 임의의 집합 {\displaystyle T}에 대하여, 곱집합 {\displaystyle S\times T}는 {\displaystyle T}와 같은 크기를 갖는다. 즉, 전단사 함수 {\displaystyle \pi _{2}\colon S\times T\to T}가 존재한다.

## 한원소 공간
위상 공간 {\displaystyle X}에 대하여 다음 조건들이 서로 동치이며, 이를 만족시키는 위상 공간을 한원소 공간(영어: singleton space)이라고 한다.
- 집합으로서 한원소 집합이다.
- 위상 공간과 연속 함수의 범주의 끝 대상이다. 즉, 임의의 위상 공간 {\displaystyle Y}에 대하여, 연속 함수 {\displaystyle X\to Y}가 유일하게 존재한다.
- {\displaystyle X\cong \operatorname {Spec} K}인 체 {\displaystyle K}가 존재한다. 여기서 {\displaystyle \operatorname {Spec} }은 환의 스펙트럼이다.
- 임의의  체 {\displaystyle K}에 대하여, {\displaystyle X\cong \operatorname {Spec} K}이다.
- 이산 공간이자 비이산 공간이며, 공집합이 아니다.
- 콜모고로프 공간이자 비이산 공간이며, 공집합이 아니다.
- 하우스도르프 공간이자 비이산 공간이며, 공집합이 아니다.
- 이산 공간이자 연결 공간이며, 공집합이 아니다.

## 한원소 대수 구조
임의의 부호수에 대하여, 한원소 집합 위에는 유일한 대수 구조를 줄 수 있다. 예를 들어, 군의 구조를 주면 자명군, 환의 구조를 주면 자명환이 된다. 이는 대수 구조 다양체 범주에서 끝 대상을 이룬다.

## 같이 보기
- 자명군
- 자명환
- 모임 (집합론)